# Шаяр
41°13′22″ пн. ш. 82°46′48″ сх. д. / 41.22276° пн. ш. 82.77992° сх. д.
Шаяр (кит. 沙雅县, пін. Shāyă Xiàn, трансліт. Xayar) — один із повітів КНР у складі області Аксу, СУАР. Адміністративний центр — містечко Шаяр.

## Географія
Повіт Шаяр лежить у центрі СУАР у пустелі Такла-Макан.

### Клімат
Повіт знаходиться у зоні, котра характеризується кліматом пустель помірного поясу. Найтепліший місяць — липень із середньою температурою 25,7 °C. Найхолодніший місяць — січень, із середньою температурою -6,7 °С.
| Клімат повіту Шаяр      | Клімат повіту Шаяр | Клімат повіту Шаяр | Клімат повіту Шаяр | Клімат повіту Шаяр | Клімат повіту Шаяр | Клімат повіту Шаяр | Клімат повіту Шаяр | Клімат повіту Шаяр | Клімат повіту Шаяр | Клімат повіту Шаяр | Клімат повіту Шаяр | Клімат повіту Шаяр | Клімат повіту Шаяр |
| Показник                | Січ.               | Лют.               | Бер.               | Квіт.              | Трав.              | Черв.              | Лип.               | Серп.              | Вер.               | Жовт.              | Лист.              | Груд.              | Рік                |
| Середній максимум, °C   | 0                  | 6,2                | 14,6               | 23                 | 28,1               | 31,6               | 32,8               | 31,9               | 27,4               | 20,2               | 10,5               | 1,5                | 19                 |
| Середня температура, °C | −6,7               | −0,7               | 7,6                | 15,7               | 20,9               | 24,5               | 25,7               | 24,8               | 19,8               | 11,6               | 2,7                | −4,9               | 11,8               |
| Середній мінімум, °C    | −12,2              | −6,8               | 1,3                | 8,8                | 14,2               | 17,8               | 19,4               | 18,4               | 13,3               | 5,1                | −2,8               | −9,5               | 5,6                |
| Норма опадів, мм        | 1.4                | 1.5                | 1.2                | 3.5                | 8.8                | 15.3               | 11.2               | 11.5               | 7.2                | 3.3                | 2.2                | 1.1                | 68.2               |
| Вологість повітря, %    | 66                 | 53                 | 42                 | 35                 | 37                 | 41                 | 45                 | 48                 | 51                 | 56                 | 59                 | 68                 | 50.1               |
| ----------------------- | ------------------ | ------------------ | ------------------ | ------------------ | ------------------ | ------------------ | ------------------ | ------------------ | ------------------ | ------------------ | ------------------ | ------------------ | ------------------ |
| Джерело: data.cma.cn    |                    |                    |                    |                    |                    |                    |                    |                    |                    |                    |                    |                    |                    |